# Carex depauperata
Carex depauperata là một loài thực vật có hoa trong họ Cói. Loài này được Curtis ex Stokes mô tả khoa học đầu tiên năm 1787.